# Lake Ahaura
Der Lake Ahaura ist ein See in der Region West Coast auf der Südinsel von Neuseeland.

## Geographie
Der Lake Ahaura befindet sich rund 43 km ostsüdöstlich von Greymouth, dem Verwaltungssitz des Grey District, und rund 20 km ostnordöstlich vom Lake Brunner / Moana sowie 4,3 km südwestlich des Mündungsgebiets des Haupiri River in den Ahaura River. Der auf einer Höhe von 247 m liegende See besitzt ein Flächenausdehnung von rund 1,97 km² und erstreckt sich über eine Länge von rund 2,8 km in Westnordwest-Ostsüdost-Richtung. An seiner breitesten Stelle misst der See rund 1,08 km in Nordnordost-Südsüdwest-Richtung.
Gespeist wird der See von ein paar von den umliegenden Bergen herabfließenden Bächen und sein Abfluss befindet sich am östlichen Ende des Sees. Der nicht näher bezeichnete Bach mündet nach rund 5,5 km weiter ostnordöstlich in den Haupiri River.